# مالوبایکوو
مالوبایکوو (انگلیسی: Malobaikovo) یک شهرک در شهرستان ایشیمبایسکی استان باشقیرستان کشور روسیه است.